# Swarupella kasetsartensis
Swarupella kasetsartensis är en mossdjursart som beskrevs av Charles Thorold Wood 2006. Swarupella kasetsartensis ingår i släktet Swarupella och familjen Plumatellidae. Inga underarter finns listade i Catalogue of Life.